# 빌리 버틀러 (축구 선수)
윌리엄 버틀러(William Butler, 1900년 3월 17일 ~ 1966년 7월 11일) 또는 빌리 버틀러는 잉글랜드의 축구 선수로 1920년대에 볼턴 원더러스에서 윙어로 활약했다. 1920년 4월에 볼턴 원더러스로 이적한 버틀러는 1923년 잉글랜드 FA컵 결승전에 출전하여 팀 우승에 기여하였다. 1924년에는 스코틀랜드를 상대로 국가대표 데뷔전을 치렀다. 은퇴 후에도 여러 팀 감독을 맡아 축구계에 종사했다.